# Дебора
Дебора (хебр. דְּבוֹרָה) била је пророчица, четврти јеврејски Судија по Књизи о судијама и једина жена Судија пред-монархијског Израела у Старом завету. Прича о њој се спомиње двапут у поглваљима 4 и 5 у Књизи о судијама. Прва приповест је у прози, и наводи победу израелских снага на челу с војсковођом Бараком, кога је Дебора назвала али и рекла да сам неће постићи коначну победу над ханаанским генералом Сисером. Та је част припала Јаел, супрузи Хебер, кенитског мајстора шатора. Јаел је убила Сисера забивши клин од шатора у његову главу док је спавао.
Књига о Судијама у 5. поглављу наводи исту причу у песничкој форми. Овај одломак, често називан Песма о Дебори може датирати из 8. века п. н. е., што га чини једним од најстаријих делова Библије и најстаријем примеру јеврејске поезије.
Два датума се спомињу у тексту - 28:30 и 28:31 - први спомиње пад Ефраимов (722. п. н. е.), а други на време почетака Краљевске куће Израела. Тај одломак је важан јер представља један од најстаријих познатих описа жена-ратница. Песма је могла бити уврштена у Књигу ратова господњих споменутих у Књизи о Бројевима (21:14).
Мало се зна о личном животу Деборе. Претпоставља се да је била удата за човека по имену Лапидот (што значи „бакље“), али се, с обзиром да име није споменуто изван Књиге о судијама, може претпоставити да је једноставно имала „ватрени“ дух. Била је песникиња и своје је пресуде доносила испод палме између Рамаха и Бетхела у земљи Венијамина. Неки за њу наводе да је мајка Израела. Након победе над Сисером и ханаанском војском, у земљи је владао мир четрдесет година.